# بيرثا روجرز
بئر أو حفرة بيرثا روجرز (بالإنجليزية: Bertha Rogers)‏ عبارة عن حفرة للتنقيب عن النفط حُفرت في مقاطعة واشيتا، أوكلاهوما في عام 1974، وكانت في السابق أعمق حفرة في العالم حتى عام 1979 تفوق بئر كولا العميق، الذي حفره الاتحاد السوفيتي .
استغرقت شركة لوني ستار أكثر من سنة ونصف لتصل إلى عمق 9،583 م (31،441 قدم) في 13 أبريل 1974. أثناء الحفر، واجه البئر ضغطا هائلا - ما يقرب من 172،369 كيلو باسكال. ولم يُعثر على أي هيدروكربونات تجارية قبل أن قبل أن يصل الحفر إلى رواسب الكبريت المنصهر، والتي تجمدت حول سلسلة الحفر، مما تسبب في التواء أنبوب الحفر وفقدان مجموعة الفتحة السفلية. سُدّ البئر واستكمل في حوض الغرانيت من 11000 إلى 13200 قدم كمنتج للغاز الطبيعي.
وفقًا لسجلات الآبار المتاحة للجمهور من هيئة مؤسسة أوكلاهوما، توقف حفرة بيرثا روجرز عن إنتاج الغاز الطبيعي في يوليو 1997 ومنذ ذلك الحين سُدت وتُركت.